# Litang (arrondissement)
Litang Dzong, ook geschreven als Lithang, Chinees: Litang Xian is een arrondissement in de Tibetaanse autonome prefectuur Garzê in de provincie Sichuan in China.

## Geografie en klimaat
Het arrondissement heeft een oppervlakte van 13.667 km². Het dorp Litang ligt 400 meter hoger dan Lhasa op een hoogte van 4014 meter, waarmee het een van de hoogst gelegen dorpen ter wereld is. De gemiddelde jaarlijkse temperatuur is 3,1 °C en jaarlijks valt er gemiddeld 722,5 mm neerslag.

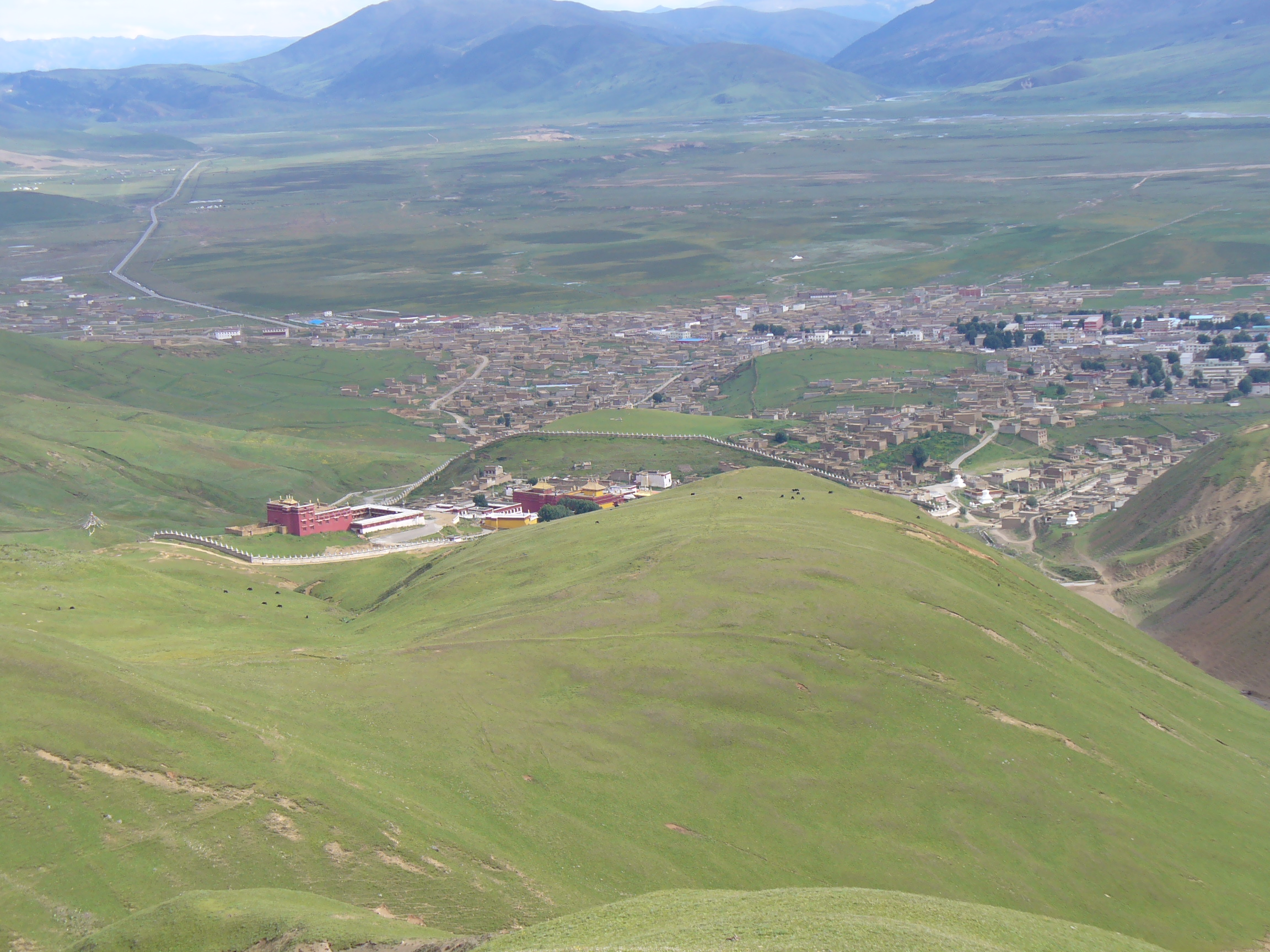
Landschap in Litang
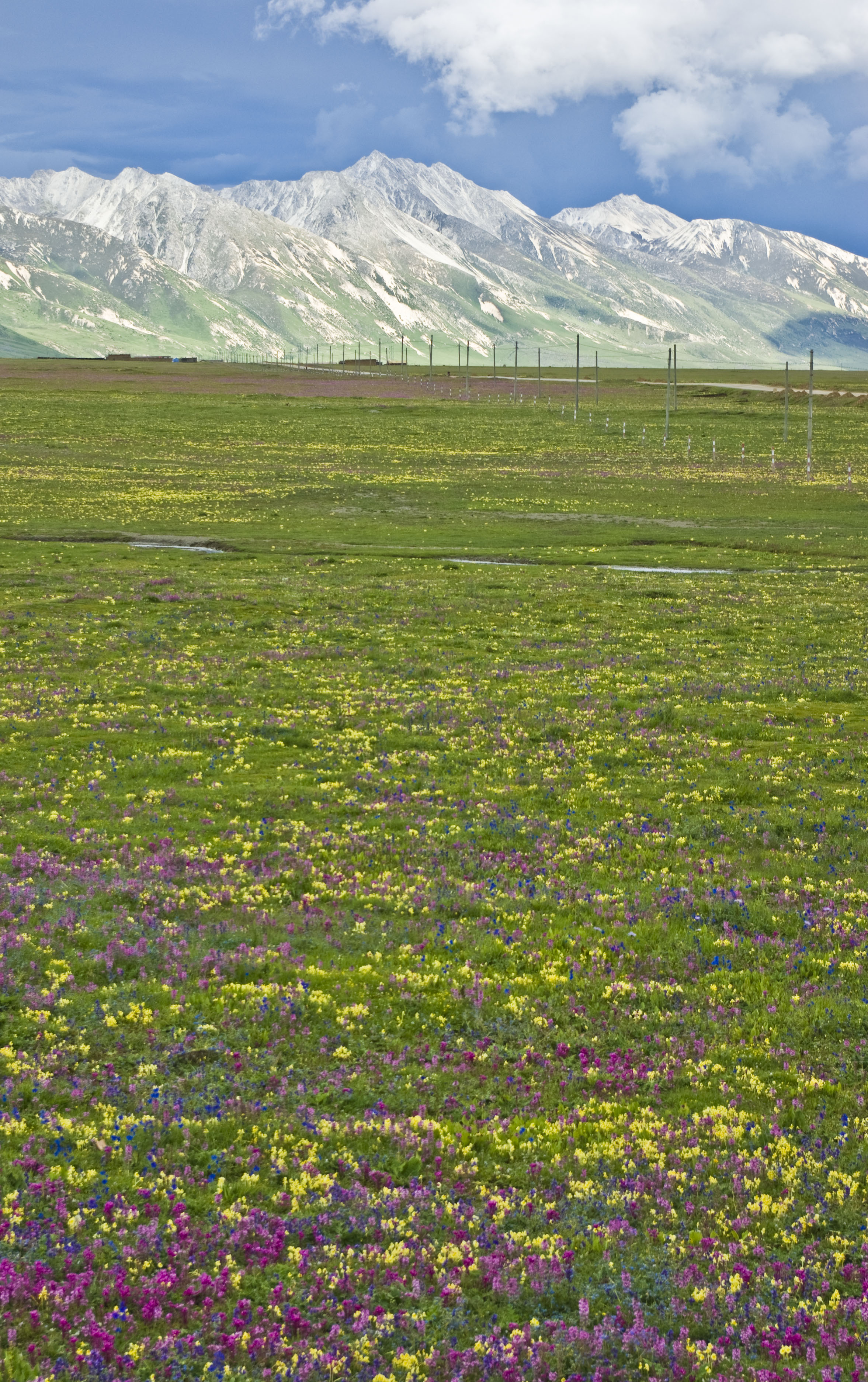
Landschap bij Litang

## Demografie
In 1999 woonden 46.367 mensen in Litang. In 2007 telde het arrondissement ca. 50.000 inwoners.

## Verkeer en vervoer
Gedurende de geschiedenis liep door de regio een handelsroute, route van Kham, die Europa met het Chinees Keizerrijk en andere Aziatische landen verbond.
Door het arrondissement loopt de Chinese nationale weg 318.

## Architectuur

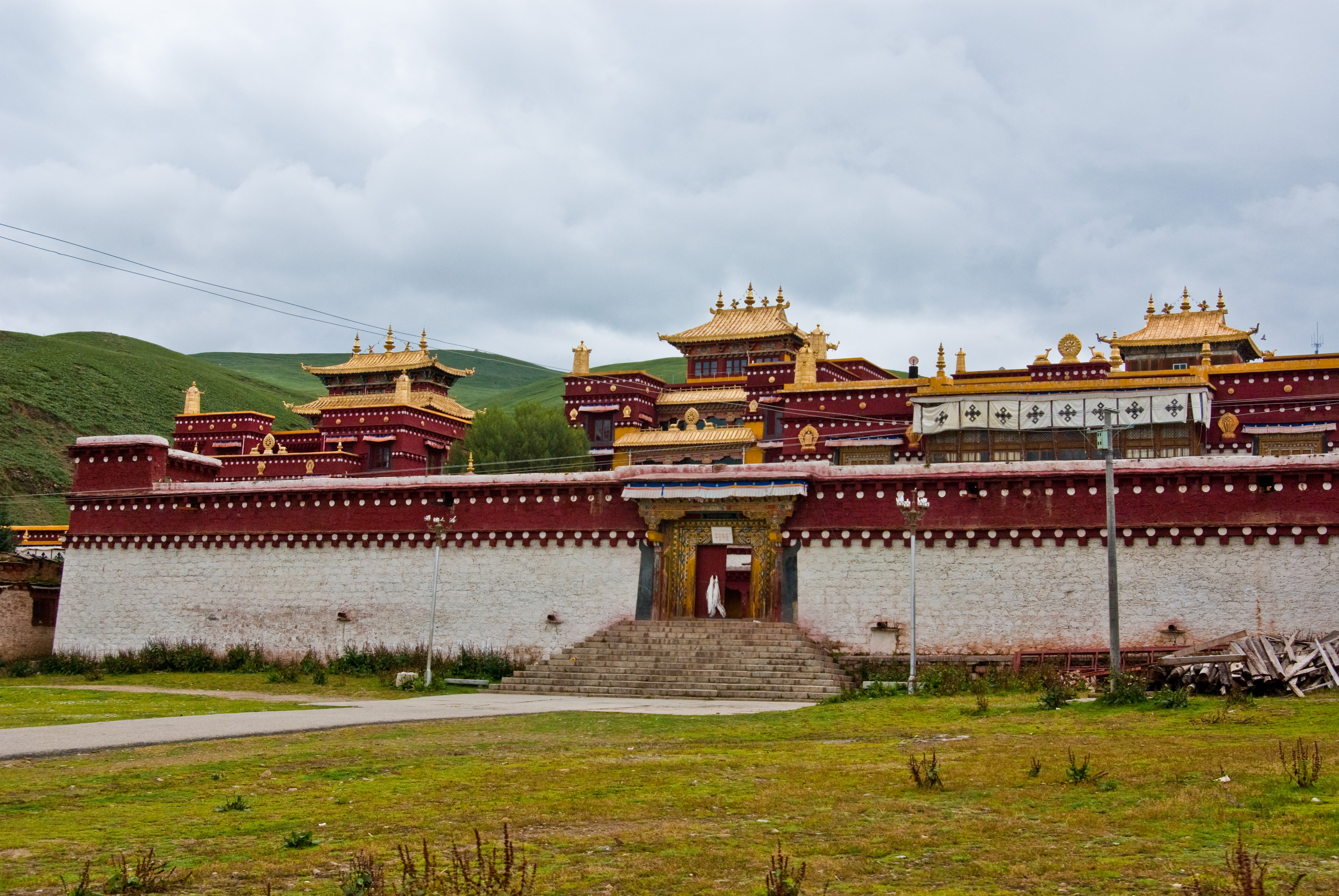
Ingang van het Litangklooster

In 1170 stichtte de eerste karmapa, Düsum Khyenpa, hier het klooster van Pangphuk. In 1560 Stichtte de derde dalai lama, Sönam Gyatso, hier het klooster van Litang (Thupten Jampaling).
Huizen worden in Litang met stenen gebouwd.

## Geschiedenis

### Geboren
In deze regio werden de zesde dalai lama, Kälsang Gyatso, en de tiende dalai lama, Tsültrim Gyatso geboren, respectievelijk in 1708 en 1816.

### Guerrillastrijd in jaren 50 van 20e eeuw
In het oosten van Tibet kwamen begin jaren 50 Khampa-strijders in steeds grotere aantallen tegen de communistische hervormingen in opstand. De Khampa's voerden de naam Chushi Gangdruk, dat vier rivieren, zes bergketens betekent. Het verzet werd door het Chinese leger beantwoord met vergeldingsacties op kloosters en dorpen. Het Tibetaanse klooster Thupten Jampaling bij Litang werd in 1956 na een belegering van een maand als eerste uit meerdere kloosters platgebombardeerd door een vliegtuig. Begin jaren 80 was er op deze plek nog steeds een ruïne. Later is het klooster herbouwd.

### Rellen in 2007
In de herfst 2007 ontstonden er rellen na de arrestatie van Runggye Adak in augustus dat jaar. Adak had tijdens paardenraces in de regio een anti-regeringsspeech gehouden en riep op voor de vrijlating van Tenzin Delek Rinpoche. Verder had hij de steun uitgesproken voor de veertiende dalai lama en vrijlating van de elfde pänchen lama.